# Skårs gård, Kungsbacka kommun
För andra betydelser, se Skår.
Skårs gård är en bebyggelse som lägger söder om småorten Skår i Gällinge socken i Kungsbacka kommun, Hallands län. Vid avgränsningen 2023 avgränsade SCB här en separat småort.